# Landkanton Halle (Departement der Saale)
Der Landkanton Halle war eine Verwaltungseinheit im Distrikt Halle des Departements der Saale im napoleonischen Königreich Westphalen. Hauptort des Kantons und Sitz des Friedensgerichts war Büschdorf im heutigen Halle (Saale). Der Kanton umfasste 11 Gemeinden und mehrere Weiler, war bewohnt von 4254 Einwohnern und hatte eine Fläche von 0,84 Quadratmeilen. Er ging aus einem Teil des Saalkreis des Herzogtum Magdeburg hervor. Kantonsnotar war Petermann und der Friedensrichter war Hirsch.
Die zum Kanton gehörigen Ortschaften waren:
- Büschdorf[7] mit Schönnewitz
- Reideburg mit Krondorf[8] und Sagisdorf[9]
- Diemitz mit Freienfelde
- Zöberitz mit Peißen, Rabatz, Stichelsdorf[10]
- Hohenthurm mit Braschwitz, Plößnitz
- Zscherben[11]
- Nietleben
- Lieskau
- Dölau
- Schiepzig
- Lettin
- Kröllwitz[12] mit Gimritz